# Volo United Airlines 629
Il volo United Airlines 629, codice di registrazione N37559, era un Douglas DC-6B, noto anche come Mainliner Denver, che fu fatto esplodere con una bomba alla dinamite posta in un bagaglio registrato il 1º novembre 1955. L'esplosione avvenne sopra Longmont, nel Colorado, verso le 19:03 ora locale, mentre l'aereo era in rotta da Denver a Portland, Oregon, e Seattle, stato di Washington. Tutti i 39 passeggeri e i 5 membri dell'equipaggio a bordo morirono nell'incidente.
Gli investigatori hanno stabilito che John "Jack" Gilbert Graham era responsabile della distruzione dell'aereo per uccidere sua madre come vendetta per la sua infanzia e per ottenere un grosso risarcimento dall'assicurazione sulla vita.
Entro quindici mesi dall'esplosione Graham, che aveva già una fedina penale piuttosto estesa, fu processato, condannato e giustiziato per il crimine.

## Il volo e l'incidente
Il volo United Airlines 629 era partito dall'Aeroporto LaGuardia di New York City il 1º novembre 1955 diretto a Seattle, con scalo a Chicago prima di continuare per Denver atterrando alle 18:11, con undici minuti di ritardo. A Denver l'aereo venne rifornito con 3.400 galloni americani (13.000 L) di carburante e un nuovo equipaggio prese il posto del primo. Il nuovo comandante, Lee Hall, veterano della seconda guerra mondiale, assunse il comando del volo per i segmenti verso Portland e Seattle.
Il volo partì alle 18:52 e alle 18:56 compì la sua ultima trasmissione, affermando che stava passando il radiofaro di Denver. Sette minuti dopo, i controllori del traffico aereo di Stapleton videro improvvisamente due luci brillanti nel cielo a nord-nord-ovest dell'aeroporto. Entrambe le luci sono state osservate per 30-45 secondi ed entrambe sono cadute a terra all'incirca alla stessa velocità. I controllori videro poi un lampo molto luminoso originatosi al suolo o vicino ad esso, abbastanza intenso da illuminare la base delle nuvole a 10.000 piedi (3.000 m) sopra la sorgente del lampo. Dopo aver osservato le luci misteriose, i controllori determinarono in fretta che non c'erano aerei in pericolo e contattarono tutti gli aerei che volavano nell'area; tutti i voli vennero rintracciati ad eccezione del volo 629.
Presto iniziarono ad arrivare numerose telefonate da agricoltori e altri residenti vicino a Longmont che riferivano di forti esplosioni e detriti infuocati che cadevano dal cielo notturno: i resti del volo 629. Gli investigatori che raggiunsero il luogo dell'incidente determinarono che tutte le 44 persone a bordo del DC-6B erano morte sul colpo. I detriti dall'incidente si sparsero in tutte le 6 miglia quadrate (16 km2) della contea di Weld.
Si era verificata un'ampia rottura in aria dell'intero velivolo e le parti principali delle ali, dei motori e delle sezioni centrali sono state trovate in due crateri a 150 piedi (46 m) di distanza. Il grande carico di carburante esplose all'impatto. Gli incendi erano così intensi che, nonostante gli sforzi per estinguerli, continuarono a bruciare per tre giorni di fila.
Si è ipotizzato che la causa fosse qualcosa di diverso da un problema meccanico o da un errore del pilota, data l'entità dell'esplosione in aria. L'edizione del 2 novembre del New York Times riportava un testimone della tragedia che descrisse ciò che aveva sentito: "Conrad Hopp, un agricoltore che vive vicino alla scena dell'incidente, ha detto che lui e i membri della sua famiglia "hanno sentito una grande esplosione - è sembrava che fosse esplosa una grossa bomba e sono corso fuori e ho visto un grande incendio proprio sopra il recinto del bestiame. Ho urlato a mia moglie che avrebbe fatto meglio a chiamare i vigili del fuoco e l'ambulanza perché un aereo stava per schiantarsi. Poi mi sono girato e quello è esploso in aria.'"

## Vittime

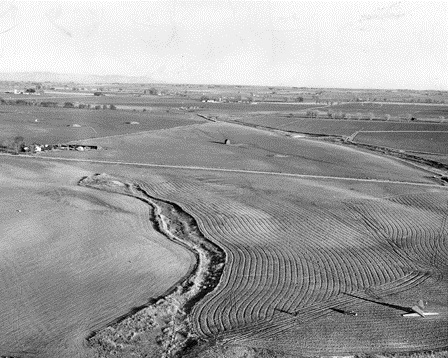
La fattoria del Colorado dove è stato trovato l'impennamento del volo United Air Lines 629.

Tutte le 44 persone a bordo dell'aereo sono state uccise. L'età delle vittime variava da 13 mesi a 81 anni.

## L'indagine
L'indagine, da parte della Civil Aeronautics Board, stabilì che il velivolo aveva cominciato a disintegrarsi in prossimità dell'impennaggio, o coda, e che la fusoliera di poppa era stata distrutta da una forza sufficientemente forte da provocare un'estrema frammentazione di quella parte del velivolo. L'esplosione era stata così intensa che gli investigatori pensavano che fosse improbabile che la causa risiedesse in qualsiasi sistema o componente dell'aereo. C'era anche un forte odore di esplosivo sugli oggetti della stiva bagagli numero 4 (posto sul retro).
I sospetti che fosse stata collocata una bomba nel bagaglio dell'aereo vennero alimentati dalla scoperta di quattro pezzi di lamiera di un insolito grado, ciascuno ricoperto da una fuliggine grigia. Ulteriori test della lista di carico mostrarono che ogni pezzo era contaminato con sostanze chimiche note come sottoprodotti di un'esplosione di dinamite, la cui origine si credeva fosse nel bagaglio di un passeggero.
Il FBI, certo che l'aereo fosse stato abbattuto da una bomba, effettuò dei controlli sui passeggeri a bordo.

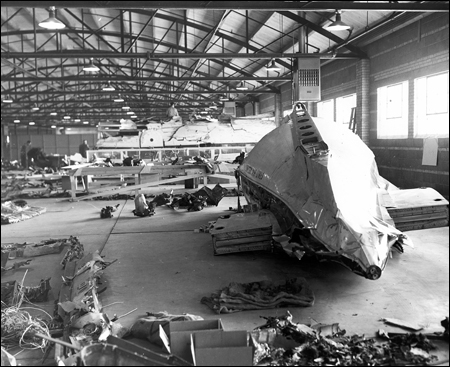
Il relitto del volo United 629 era stato accuratamente disposto in un magazzino di Denver dopo il suo abbattimento.

Nelle prime fasi dell'indagine gli investigatori scoprirono che al momento dell'incidente la direzione della United Airlines era bloccata in una disputa con un sindacato delle compagnie aeree locali, portando alla teoria che l'attentato al volo 629 fosse un tentativo di danneggiare la reputazione della United Airlines; questa teoria è stata successivamente esclusa dall'indagine.
Dopo i controlli iniziali, concentrarono i loro sforzi sugli abitanti di Denver citando che potrebbero avere avuto dei nemici Alcuni passeggeri avevano acquistato un'assicurazione sulla vita in aeroporto poco prima dell'imbarco. Uno di questi assicurati, oltre che abitante, era Daisie Eldora King, 53 anni, una donna d'affari di Denver che era in viaggio per l'Alaska per visitare sua figlia. Quando gli agenti identificarono la sua borsa, trovarono una serie di ritagli di giornale contenenti informazioni sul figlio di King, John Gilbert Graham, che era stato arrestato con l'accusa di contraffazione a Denver nel 1951. Graham, che nutriva rancore verso sua madre per averlo messo in un orfanotrofio da bambino, era il beneficiario sia delle sue polizze assicurative sulla vita che del suo testamento. Gli agenti scoprirono pure che uno dei ristoranti della signora King, il Crown-A Drive-In a Denver, era stato gravemente danneggiato da un'esplosione; Graham aveva assicurato il ristorante e poi riscosso l'assicurazione sulla proprietà dopo la misteriosa esplosione.
Successivamente gli agenti perquisirono la casa e l'automobile di Graham. Nel garage trovarono fili e altre parti per la fabbricazione di bombe, identiche a quelle trovate nel relitto. Scoprirono altri 37.500 $ (oggi equivarrebbero a 362.300 $) in polizze assicurative sulla vita; tuttavia la signora King non aveva firmato né queste polizze né quelle acquistate in aeroporto, rendendole prive di valore. Graham disse agli agenti dell'FBI che sua madre aveva preparato la sua valigia. Tuttavia, sua moglie, Gloria, rivelò che Graham aveva avvolto un "regalo" per sua madre la mattina del giorno dello sfortunato volo.
Di fronte alle crescenti prove e discrepanze nella sua storia, il 13 novembre 1955, Graham finalmente confessò di aver messo la bomba nella valigia di sua madre, dicendo alla polizia:
(John Graham mentre confessa come ha posizionato la bomba sull'aereo.)

## Il processo
Le autorità rimasero scioccate nello scoprire che all'epoca (1955) non esisteva uno statuto federale che rendesse un crimine far esplodere un aereo. Pertanto, il giorno dopo la confessione di Graham, il procuratore distrettuale si mosse rapidamente per perseguire Graham attraverso la via più semplice possibile: omicidio premeditato commesso contro una sola vittima, Daisie King, sua madre. Pertanto, nonostante il numero di vittime uccise sul volo 629 insieme alla signora King, Graham fu accusato di un solo omicidio di primo grado. È stato il primo processo in Colorado ad essere trasmesso in televisione ed è stato coperto da KLZ e KBTV.
Una mozione della difesa tentò di far respingere la confessione di Graham sulla base del fatto che Graham non era stato informato dei suoi diritti prima di firmarla, ma la mozione è stata respinta. Al suo processo del 1956, la sua difesa non fu in grado di contrastare le massicce prove fisiche e i testimoni presentati dall'accusa. Fu condannato per l'omicidio di sua madre e, dopo alcuni brevi ritardi, fu giustiziato nella camera a gas del penitenziario statale del Colorado l'11 gennaio 1957.

## Conseguenze
A seguito dell'esplosione dell'aereo, e poiché non esisteva una legge contro l'abbattimento di un aereo con una bomba, il 14 luglio 1956 fu presentato e firmato dal presidente Dwight D. Eisenhower un disegno di legge che rendeva illegale il bombardamento intenzionale di una compagnia aerea commerciale.
Secondo quanto riferito, Graham fu ispirato a commettere il crimine sentendo di un incidente simile, l'affare Albert Guay in Quebec nel 1949. Il modus operandi di Graham era quasi esattamente quello di Guay.
La United utilizza ancora oggi il numero di volo 629 sulla rotta Washington (National) – Chicago (O'Hare).
L'abbattimento del volo United 629 è raffigurato nel segmento di apertura del film del 1959 The FBI Story, con James Stewart e Vera Miles. L'attore Nick Adams interpreta Jack Graham.
L'attentato è anche oggetto di Time Bomb, il quarto episodio della prima stagione della serie A Crime to Remember del canale Investigation Discovery, andato in onda per la prima volta il 3 dicembre 2013.

## Incidenti simili
Il volo United Airlines 629 è stato il secondo caso noto di un aereo di linea distrutto da una bomba sul territorio degli Stati Uniti. Il primo caso comprovato di sabotaggio da parte di una bomba nella storia dell'aviazione commerciale si verificò il 10 ottobre 1933, nei pressi di Chesterton, Indiana, quando è stato fatto saltare l'impennaggio di un Boeing 247 della United Air Lines da una bomba alla nitroglicerina innescata da un dispositivo a tempo. Nello schianto morirono i tre membri dell'equipaggio e i quattro passeggeri. Nessun sospetto è mai stato processato.